# Эшби, Хэл
Уильям Хэл Эшби (англ. William Hal Ashby, 2 сентября 1929 — 27 декабря 1988) — американский кинорежиссёр, кинопродюсер, сценарист и монтажёр.

## Биография
Хэл Эшби родился 2 сентября 1929 года в городе Огден округа Уибер (Юта, США) в семье фермеров-мормонов. По причине сложных семейных обстоятельств не окончив школу, перебрался в Калифорнию и устроился на работу помощником редактора монтажа в Голливуде.
Первой самостоятельной работой стала чёрная комедия режиссёра Тони Ричардсона «Незабвенная», снятая по одноимённой повести Ивлина Во и получившая высокую оценку специалистов.
Дебютировал как режиссёр в 1970 году с полнометражным фильмом «Землевладелец», снятом в эстетике «Нового Голливуда». За работу монтажёра в фильме режиссёра Нормана Джуисона «Душной южной ночью» был удостоен премии «Оскар».
Супруга — актриса Джоан Маршалл.

## Избранная фильмография

### Монтажёр
- 1966 — Русские идут! Русские идут! / The Russians Are Coming! The Russians Are Coming!
- 1967 — Душной южной ночью / In The Heat Of The Night

### Режиссёр
- 1970 — Землевладелец / The Landlord
- 1971 — Гарольд и Мод / Harold and Maude
- 1973 — Последний наряд / The Last Detail
- 1975 — Шампунь / Shampoo
- 1976 — На пути к славе / Bound for Glory
- 1978 — Возвращение домой / Coming Home
- 1979 — Будучи там / Being There
- 1982 — В поисках выхода / Lookin' to Get Out
- 1983 — Let's Spend the Night Together  (a live concert film — Rolling Stones)
- 1984 — Solo Trans (a live concert film — Neil Young)
- 1986 — Восемь миллионов способов умереть / 8 Million Ways to Die

## Награды и номинации

### Награды
- Премия «Оскар» за лучший монтаж («Душной южной ночью»)
- «Золотой колос» Международного кинофестиваля в Вальядолиде («Гарольд и Мод»)
- Премия Гильдии немецкого артхаус-кинематографа  за лучший иностранный фильм («Возвращение домой»)

### Номинации
- Премия «Оскар» за лучшую режиссуру («Возвращение домой»)
- Премия «Оскар» за лучший монтаж («Русские идут! Русские идут!»)
- Золотая пальмовая ветвь Каннского фестиваля («Последний наряд»)
- Золотая пальмовая ветвь Каннского фестиваля («На пути к славе»)
- Золотая пальмовая ветвь Каннского фестиваля («Возвращение домой»)
- Золотая пальмовая ветвь Каннского фестиваля («Будучи там»)
- Премия «Золотой глобус» за лучшую режиссёрскую работу («На пути к славе»)
- Премия «Золотой глобус» за лучшую режиссёрскую работу («Возвращение домой»)
- Премия «Золотой глобус» за лучшую режиссёрскую работу («Будучи там»)
- Премия Гильдии режиссёров Америки за лучшую режиссуру — художественный фильм («Возвращение домой»)
- Награда Американского общества работников киномонтажа («Возвращение домой»)